# Porothamnium patulum
Porothamnium patulum là một loài Rêu trong họ Neckeraceae. Loài này được (Geh. & Hampe) M. Fleisch. miêu tả khoa học đầu tiên năm 1925.